# Yamato
Yamato（ヤマト、6月13日 - ）は、日本出身のDJ/音楽プロデューサー。滋賀県出身。マネージメント・レーベルはAvex。
コカ・コーラ社の主催する 「burn WORLD DJ CONTEST 2013 JAPAN」で優勝。
スペイン・イビサ島で行われた世界大会でAviciiからフェスの共演者に指名されハンガリー・ブダペストで日本人初共演。
その後、One DirectionのOTRAT(Japan Tour)のオープニングアクトに抜擢。Zeddのアルバム「Stay +」の「Mega Nonstop Mix」をZeddと共同制作。
Summer SonicやUltra Music Festival、EDCなどの数々の大型フェスに多数出演。
国内では T.M.Revolutionの西川貴教からバックDJに抜擢され、西川貴教本名名義の新プロジェクトにバンドメンバー・マニピュレーターとして全国ツアーに参加している。

## 略歴
日本出身のDJ/音楽プロデューサー。滋賀県出身。(Yamatoの由来は大和魂から）
幼少期の頃から身体を動かすのが好きな一方で、音が出る家電製品に興味を持っており、小学生の頃、サッカーで県1位になっていたが、甲子園に出場経験のある父の影響で中学からは野球をしながら陸上も掛け持ちしていた。
幼少期から大学卒業までの期間、水泳、サッカー、野球、ストリートダンスを経験していた一方で、家電製品のパンフレットをかたっぱしから読みあさるほどの家電好きで、「音」と「ものづくり」ができる仕事がしたいと思うようになる。
大学卒業後、パイオニアに入社し、DJ機器の開発・開発の設計部署に配属され、エンジニアとしてCDJやコントローラなどの開発・仕様検討・プログラミングを行う。
CDJの開発をしていたため世界中のDJと親交があり、最初は、自分が開発を担当した機種を世界中のDJたちが使用していることに感動していたが、DJを見に行くたびにいつしか開発したものを自分で使いこなしたいと思いここからDJを始める。
本人曰く、自分で作った機械を自分で使いこなすアイアンマンのような感覚とインタビューで話している。
2013年 DJを始めてから約1年半で コカ・コーラ社の主催する 「burn WORLD DJ CONTEST 2013 JAPAN」に出場し優勝。
スペイン・イビサ島で行われた世界大会でAviciiからフェスの共演者に指名されハンガリー・ブダペストで日本人初共演。（その後、Aviciiのサポートアクトに数回抜擢されている）
Summer Sonic、Ultra Japan、burn Yard Budapest（ハンガリー）に出演。
2014年 Sonic Mania、Ultra Japan、Electroxに出演、Sankeys（イギリス）に出演。パイオニアを退職。
2015年 One DirectionのOTRAT(Japan Tour)のオープニングアクトに抜擢される(京セラドーム)。関西コレクション、Summer Sonic、Sankeys（イギリス）に出演。自身がゲストで出演したイベントでZeddとB2Bを行う。
2016年 神戸コレクション、Ultra Japan、Electric Zoo Beach Tokyo、SPECTRUM DANCE MUSIC FESTIVAL（韓国）に出演。AviciiのJapan Tourにサポートアクトとして出演。アメリカ発、Electric Familyのチャリティーブレスレッドの日本人初コラボに選ばれる。
2017年 Zeddのアルバム「Stay +」の「Mega Nonstop Mix」をZeddと共同制作。Sick Individualsとのコラボ楽曲「Turn Up」をリリース。
ZoukOut(シンガポール)に日本人初出演。Ultra Singapore、Ultra Japan、EDC Japan、Electroxに出演。David GuettaのJapan Tourのオープニングアクトに抜擢される(大阪城ホール)。自身初のインドネシアツアーを行う。インターネットラジオ、Block FMでレギュラー番組OVERDVBを開始。
2018年 Ultra Japan、EDC Japanに出演。自身初の中国ツアーを行う。Konamiのアーケードゲーム「beatmania IIDX」にLevel Oneを楽曲提供。AvexアカデミーのDJクラスを開講。
2019年 T.M.Revolutionの西川貴教からバックDJに抜擢され、西川貴教本名名義の新プロジェクトにバンドメンバー・マニピュレーターとして全国ツアーに参加。この年からメンバーとしてイナズマロックフェスティバルに出演。
バンダイナムコエンターテインメントフェスティバルにT.M.RevolutuonのバックDJで出演（東京ドーム）。モンゴルのフェスに初出演。Ultra Singapore出演。東京2020パラリンピックの公式イベントParaFes2019〜UNLOCK YOURSEL〜でオープニングパフォーマンスを行う。
2020年 Konamiのアーケードゲーム「beatmania IIDX」にLevel 2を楽曲提供。YouTubeのチャンネル登録者数が10万人を突破。渋谷のCLUB WOMBとXR Liveを行う。Yamato×New Era® Collaboration CAPの販売を開始。
2023年7月現在で1,600万回再生を突破している自身のパフォーマンス動画「CDJ-2000NXS2 & DJM-900NXS2 Performance」の1曲目に使用している楽曲、「Yamato- Shinwa」をリリース。
2021年 Konamiのアーケードゲーム「beatmania IIDX」にLevel 3を楽曲提供。西川貴教本人名義の2度目の全国ツアーにバンドメンバーとして参加。
2022年 初のEP「Yamao - Essential EP」をリリース。アメリカのヒューストンのフェスに出演。
西川貴教本人名義の3度目の全国ツアーにバンドメンバーとして参加。
このツアーの際に西川から実家がこんにゃく屋を経営していることを暴露される。2月13日の西川貴教のライブでは「こんにゃくDJ Yamato」と称賛されている。
2023年 NBAチーム ワシントン・ウィザーズ（Washington Wizards）に「Yamato - ZEN VIP (Official Washington Wizards 2022-23 City Edition Intro Song) (Official Intro)」を楽曲提供。試合のイントロソングに抜擢され、アメリカのTV、試合で自身のDJ映像と共に流れる。
サウジアラビアのフェスに初出演。
日本テレビドラマ「日本統一 関東編」のOP主題歌に「Yamato feat. ELIONE - Fujiyama」を楽曲提供。
Konamiのアーケードゲーム「beatmania IIDX」にLevel 4を楽曲提供。
X JAPANのYOSHIKIとスタジオでセッションを行い、日本テレビの生放送音楽特番「THE MUSIC DAY 2023」の初DJパフォーマンス披露の指導を行う。茨城で行われたLucky Fes 2023に出演。アメリカのヒューストンのフェスに出演。

## ディスコグラフィー
| 2014年 | 12月24日 | Feel Your Light feat.Matt Cab                  |                                           |
| 2017年 | 2月15日  | LINE 着信音 木琴 Jungle ver. (Yamato Remix)    | LINE MUSIC限定配信                        |
| 2017年 | 2月15日  | LINE 着信音 木琴 Techhouse ver. (Yamato Remix) | LINE MUSIC限定配信                        |
| 2017年 | 3月24日  | NERVO - In Your Arms (Yamato Remix)            |                                           |
| 2017年 | 4月5日   | 倖田來未 - Ultraviolet (Yamato Remix)          | Koda Kumi Driving Hit's7収録              |
| 2017年 | 4月26日  | Shining feat. Anna & Akina (from FAKY)         |                                           |
| 2017年 | 11月29日 | Turn Up                                        | Sick Individualsとのコラボレーション楽曲  |
| 2018年 | 8月22日  | Ashura                                         |                                           |
| 2018年 | 8月22日  | Shizuku                                        |                                           |
| 2018年 | 11月7日  | Level One                                      | KONAMI - beatmania IIDX26 rootage収録     |
| 2019年 | 10月2日  | ZEN                                            |                                           |
| 2020年 | 2月5日   | Shinwa                                         |                                           |
| 2020年 | 4月20日  | Avicii - SOS feat.Aloe Black (Yamato Remix)    |                                           |
| 2020年 | 6月11日  | Level 2                                        | KONAMI - beatmania IIDX27 HEROICVERSE収録 |

## Performance Video
| 2014年 | 7月25日 | Yamato DJ Performance - BLACK -                                             |                           |
| 2015年 | 5月1日  | Yamato DJ Performance - SPRING -                                            |                           |
| 2017年 | 3月3日  | Yamato - CDJ-2000NXS2 & DJM-900NXS2 Performance                             | Pioneer DJ Globalより公開 |
| 2018年 | 7月25日 | Yamato DJ Performance - WHITE -                                             |                           |
| 2019年 | 10月2日 | Yamato DJ Performance - AUTUMN -                                            |                           |
| 2020年 | 4月19日 | Yamato - Stay Home / DJ Mix #1 -                                            |                           |
| 2020年 | 4月27日 | Yamato - Avicii Tribute / DJ Mix #2 -                                       |                           |
| 2020年 | 9月23日 | Yamato - Pioneer DJ CDJ-3000 4-Decks - 28 Tracks in 5 Minutes / DJ Mix #3 - |                           |